# Илия (Казанцев)
Епи́скоп Илия́ (в миру Альберт Валерьевич Казанцев; 30 сентября 1970, посёлок Сенной, Вольский район, Саратовская область — 5 июля 2018, Халкидики, Греция) — архиерей Русской православной церкви, епископ Бирский и Белорецкий.

## Биография
Родился 30 сентября 1970 года в посёлке Сенной Вольского района Саратовской области в семье военнослужащего.
В 1977—1985 годы обучался в средней школе № 2 города Сердобска Пензенской области, в 1985—1986 годы ― в средней школе № 9. В 1986—1987 годы обучался в средней школе № 47 города Ташкента Узбекской ССР.
В 1988—1990 годы проходил срочную военную службу на космодроме Плесецк.
В 1991—1992 годы обучался на подготовительном отделении биолого-почвенного факультета Казанского государственного университета. В 1992—1997 годы обучался заочно в Ташкентском государственном экономическом университете, который окончил по специальности «экономист». В 1993—1997 годы обучался на факультете психологии Московского государственного университета.
26 июня 2007 году вступил в братство Раифского Богородицкого монастыря.
15 апреля 2008 году архиепископом Казанским и Татарстанским Анастасием (Меткиным) пострижен в иночество.
В том же году заочно окончил Киевскую духовную семинарию.
С 2012 года нёс послушание помощника благочинного Раифского монастыря.
4 сентября 2012 года в Раифском Богородицком монастыре митрополитом Казанским и Татарстанским Анастасием (Меткиным) рукоположён в сан диакона, а 27 января 2013 года там же и тем же архиереем — в сан священноинока.
В 2013 году заочно окончил Киевскую духовную академию.
7 мая 2013 года был награждён митрополитом Казанским и Татарстанским Анастасием правом ношения набедренника. 5 мая 2014 года награждён правом ношения золотого наперсного креста.
С 2014 года ― помощник наместника Раифского монастыря. С 16 сентября 2016 года ― и. о. наместника.
2 марта 2017 года, в четверг первой седмицы Великого поста, в Грузинском соборе Раифского монастыря митрополит Казанский и Татарстанский Феофан (Ашурков) совершил его постриг в малую схиму с наречением имени Илия в честь преподобного Илии Муромского.

### Архиерейство
29 июля 2017 года Священным Синодом был избран для рукоположения в сан епископа Бирского и Белорецкого.
8 августа 2017 года митрополитом Санкт-Петербургским и Ладожским Варсонофием (Судаковым) в храме Всех святых, в земле Русской просиявших, патриаршей и синодальной резиденции Данилова монастыря в Москве был возведён в достоинство архимандрита.
18 августа 2017 года в храме Похвалы Пресвятой Богородицы Константино-Еленинского монастыря Санкт-Петербургской епархии наречён в сан епископа
21 августа 2017 года в Троицком храме Соловецкого ставропигиального монастыря состоялась его епископская хиротония, которую совершили: Патриарх Кирилл, митрополит Санкт-Петербургский и Ладожский Варсонофий (Судаков), митрополит Уфимский и Стерлитамакский Никон (Васюков), митрополит Архангельский и Холмогорский Даниил (Доровских), архиепископ Сергиево-Посадский Феогност (Гузиков), архиепископ Солнечногорский Сергий (Чашин), епископ Салаватский и Кумертауский Николай (Субботин), епископ Нефтекамский и Октябрьский Амвросий (Мунтяну), епископ Котласский и Вельский Василий (Данилов), епископ Плесецкий и Каргопольский Александр (Зайцев).
5 июля 2018 года епископ Илия, находившийся в паломнической поездке в Греции, направился к берегу моря в районе Халкидики. Через несколько часов знакомые обеспокоились его отсутствием и отправились на поиски, к которым также была привлечена полиция и береговая охрана. Утром следующего дня епископ Илия был найден мёртвым. Согласно медицинскому заключению, причиной смерти стал обширный инфаркт миокарда.
13 июля 2018 года в Свято-Троицком соборе Бирска совершено отпевание, которое возглавил митрополит Уфимский и Стерлитамакский Никон (Васюков); погребён напротив алтаря Михайло-Архангельского храма в Троицком женском монастыре города Бирска.